# 아라곤 연합왕국
아라곤 연합왕국은 국왕이 다스리는 봉건군주제로 아라곤 왕국과 바르셀로나 백국의 왕조적 연합에 의해 시작되었고 스페인 왕위 계승 전쟁의 결과로 끝났다.  14세기와 15세기에 권력이 절정에 달했을 때 아라곤 연합왕국은 오늘날 스페인 동부의 상당 부분, 현재 프랑스 남부의 일부, 발레아레스 제도와 시칠리아를 포함하는 지중해의 제국을 지배하는 탈라소크라시였다. 코르시카, 사르데냐, 몰타, 이탈리아 남부(1442년부터) 및 그리스(1388년까지)의 일부였다.

## 배경
아라곤 연합 왕국의 정치적 수도는 사라고사로, 아라곤의 왕은 이 도시의 라 세오 대성당에서 대관식을 치렀다. 아라곤의 경제 중심지는 바르셀로나와 발렌시아였다. 팔마데마요르카 또한 중요한 항구도시였다.
아라곤 연합 왕국은 최종적으로 아라곤 왕국, 바르셀로나 백작령, 발렌시아 왕국, 마요르카 왕국, 시칠리아 왕국, 몰타, 나폴리 왕국, 사르데냐 왕국을 포함하게 되었다. 또한 몽펠리에, 프로방스, 코르시카, 네오파트리아 공국, 아테네 공국을 잠시동안 지배하였다.
오늘날의 스페인과 포르투갈 지역은 722년부터 "레콘키스타"라 불리는 주기적인 전투와 함께 중세를 보냈다. 북부의 기독교 왕국들은 알안달루스의 이슬람 소왕국들과 싸우고, 때로는 서로 싸우기도 했다.
중세 후기에 들어서 남쪽으로 확장을 계속한 아라곤 연합 왕국과 무르시아 동쪽으로 확장한 카스티야 연합 왕국이 서로 만나게 되었다. 이후 아라곤 연합 왕국은 그리스에서 바르바리 해안에 걸친 지중해 방향으로 힘을 기울였다. 아라곤의 지중해 제국 건설 과정에서, 각 연합 왕국에서 온 "알모가바르"라는 용병들이 참여하였다.
그러나 서로 다른 왕국이 국왕을 통해서만 정치적 연합을 이루었으므로, 동시대인 Marqués de Lozoya는 아라곤 연합 왕국이 연방제 국가일 뿐 중앙집권화된 왕국이 아니며, 제국은 더더욱 아니라고 서술했다. 아라곤을 제국으로 언급하는 당시의 공식 문서도 존재하지 않으며, 자치 국가들의 연합으로 간주되었다.

## 역사

### 기원

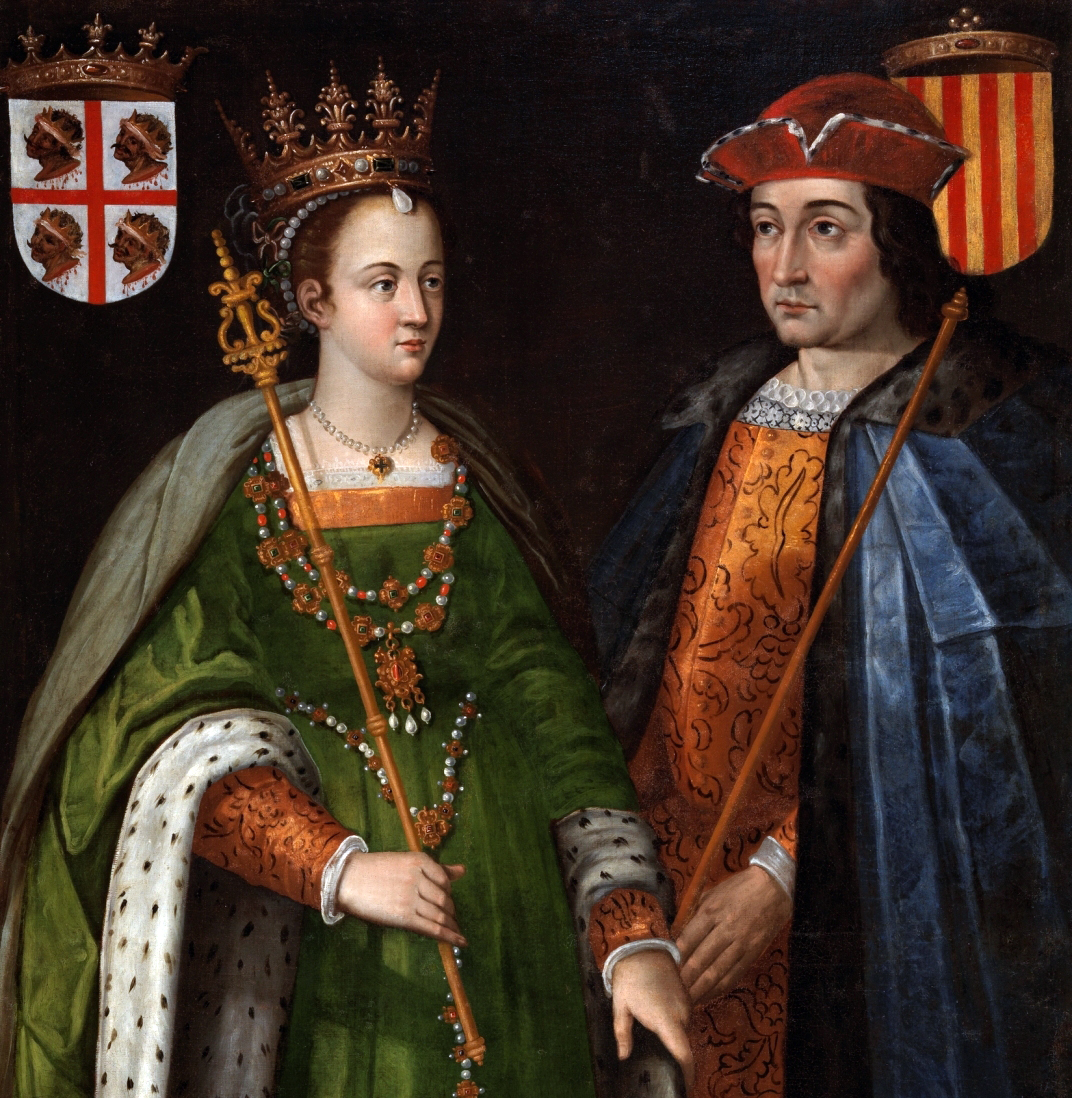
16세기 회화에 묘사된 아라곤 여왕 페트로넬라와 바르셀로나 후작 라몬 베렝게르 4세

아라곤 연합 왕국은 1137년 아라곤 여왕 페트로넬라와 바르셀로나 백작 라몬 베렝게르 4세의 결혼으로 아라곤 왕국과 바르셀로나 백작령(프로방스 후작령 포함)이 연합하면서 시작되었다. 두 사람 사이에 낳은 아들 알폰소 2세가 1162년 왕위에 오르면서 두 왕국의 군주가 되었다. 연합 후에도 양국의 통치기구와 의회는 그대로 유지되었다. 바르셀로나 백작령이 더 부유했으나, 아라곤 왕가가 "에스파냐의 황제"라 불린 나바라의 산초 3세의 후손으로 더 높은 작위를 가졌으므로 연합 왕국의 이름은 아라곤이 되었다. 또한 군사적 재능이 형편없어 "수도승"이란 별명으로 불린 페트로넬라 여왕의 아버지 라미로 2세가 딸을 바르셀로나 백작 라몬 베렝게르 4세와 혼인시키기로 결정하면서, 자신을 "나의 왕이자 주군이시며 아버지"라고 부르도록 요구하였다. 따라서 라몬 백작은 형식적으로 아라곤 왕가의 일원이 되어 아라곤 공작의 작위를 받았다.

### 영토확장
알폰소 2세는 나바라의 산초 6세의 침공으로 야심을 버려야 했다. 알폰소 2세는 전선의 안정을 꾀하기 위해 카스티야의 알폰소 8세와 카졸라 협정을 맺어, 각자 점령할 수 있는 이슬람 영토의 한계를 정하고, 카스티야가 무르시아를 점령하는 대신 발렌시아는 아라곤 왕국이 갖기로 협정을 맺었다.
9세기 이후 아키텐 공작, 푸아 후작, 툴루즈 후작과 아라곤의 군주들은 오시타니아의 여러 지역들을 지배하기 위해 경쟁하였다. 카타리파 또는 알비파라 불린 기독교 교파가 로마 가톨릭에 대항해 반란을 일으켜, 아라곤은 프랑스 남부에서의 영향력을 잃었다. 교황 인노첸시오 3세의 요청을 받아 알비 십자군을 일으킨 프랑스의 필리프 2세는 오시타니아 지방을 완전히 점령하여, 프랑스 북부의 카페 왕조가 이 지역을 지배하게 되었다.
아라곤의 페드로 2세가 1212년 가을 라스 나바스 데 톨로사 전투에서 이슬람군을 물리치고 돌아왔을 때, 레스터 백작 시몽 드 몽포르는 툴루즈를 점령하고 페드로 2세의 매형이자 신하인 툴루즈 후작 라몬 6세를 추방했다. 군대를 이끌고 피레네산맥을 넘어 진군한 페드로는 뮤헤에서 라몬 6세의 군대와 합류하여 시몽 드 몽포르와 맞섰다.
1213년 9월 12일 벌어진 뮤헤 전투에서 페드로는 만용을 부리다 전사하고, 아라곤 군대는 대패하였다. 이 전투의 결과로 아라곤 연합 왕국은 프랑스 왕국의 오시타니아 지배를 인정해야 했다.
13세기 아라곤의 하이메 1세는 영토 확장 전쟁을 개시하여 마요르카 섬을 합병하고 발렌시아 왕국을 절반 이상 차지하였다. 마요르카의 하우메 2세가 지배하고 있던 세르다냐, 루시용, 몽펠리에는 이때부터 사실상 아라곤에 합병되었고, 발렌시아는 기존의 통치기구를 그대로 유지한 채 연합 왕국의 세 번째 구성원이 되었다. 1258년 아라곤과 프랑스는 협정을 맺어, 아라곤은 피레네 이북에서의 영향력을 포기하고 프랑스는 카탈루냐에 대한 영유권을 포기하기로 하였다. 1266년 1월 하이메 1세는 무르시아를 점령하고 자신의 카탈루냐 백성들을 이주시킨 후, 카졸라 협정에 따라 카스티야에 넘겼다.
1282년 시칠리아인들이 앙주 왕가에 반란을 일으켜 주둔군을 학살하는 사건이 일어났다. 아라곤의 페드로 3세는 시칠리아인들의 요청을 받고 성대한 환영을 받으며 시칠리아에 상륙했다. 이 사건에 분노한 교황 마르티노 4세는 시칠리아에 성무금지 조치를 내리고, 페드로 3세를 파문했다.
아라곤의 하이메 2세는 발렌시아를 완전히 점령하여, 아라곤을 유럽의 강대국으로 끌어올렸다.
1297년 교황 보니파시오 8세는 사르데냐-코르시카 왕국을 하이메 2세에게 주어 연합 왕국에 추가시켰으나, 이 연합은 1세기도 유지되지 못했다. 1381년 아라곤의 페드로 4세와 시칠리아의 마리아 여왕의 결혼으로 시칠리아 왕국, 아테네 공국, 네오파트리아 공국이 연합에 추가되었다. 그러나 1388년 네리오 1세 아치아이올리에게 그리스 영토를 잃었다. 1422년 알폰소 5세는 나폴리 왕국을 점령했다.
중세 사회에서 근대 초기의 절대 왕정으로 전이하는 다른 왕국과 마찬가지로, 아라곤 국왕은 귀족들과 끊임없이 세력다툼을 하였다. 아라곤 국왕은 무어인들에게서 빼앗은 발렌시아, 마요르카 등의 도시를 귀족들에게 나눠주는 대신, 일종의 자치 기구인 "푸에로"(스페인어: fuero, 카탈루냐어: furs)를 설치하여 귀족들의 권력을 제한했다. 이웃의 카스티야 왕국 또한 마찬가지로 레콘키스타에서 획득한 도시를 봉건 귀족의 영지로 주는 대신 자치권을 부여했다.

### 카스티야와의 연합

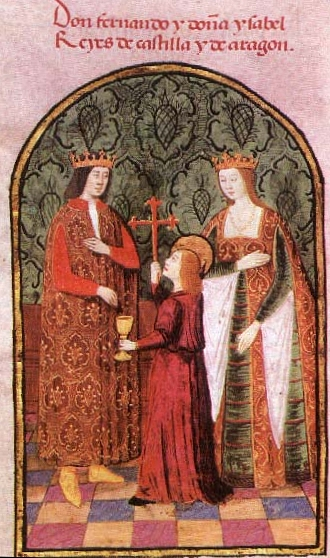
카스티야와 레온, 그리고 아라곤, 발렌시아, 시칠리아, 마요르카의 왕과 여왕이 된 페르난도 5세와 이사벨 1세

1410년 아라곤의 마르티노 1세가 후사를 남기지 못하고 죽었다. 따라서 아라곤, 발렌시아, 바르셀로나의 대표가 모여 난투극으로 이어진 격렬한 논쟁 끝에 페드로 4세의 외손자이자 카스티야의 왕족인 페르난도 엘 데 안테케라가 추대되어 페르난도 1세로 왕위에 올랐다.
페르난도 1세의 손자 페르난도 2세는 프랑스와 나바라에 빼앗긴 카탈란 북부의 루시용과 세르다냐 지방을 다시 빼앗아 왔다.
1469년 페르난도 2세는 카스티야 엔리케 4세의 이복누이이자 나중에 카스티야와 레온 왕국의 여왕이 된 이사벨 왕녀와 결혼식을 올렸다. 그들의 결혼으로 이루어진 두 왕국의 연합은 장차 스페인 왕국의 기반이 되었다. 이 시점에서 아직 카스티야와 아라곤 연합 왕국은 각각 기존의 통치기구를 유지한 채 독립적인 왕국으로 남았다. 신성 로마 제국의 카를 5세이기도 했던 카를로스 1세는 1516년 포르투갈과 알가르브를 제외한 이베리아반도의 왕국들을 통합하여 단일한 국가로서의 스페인을 완성하였다.

### 해체
발렌시아, 마요르카, 시칠리아의 점령이 가져온 급격한 인구증가는 아라곤 연합 왕국의 전성기를 가져온 한편, 사회적 갈등도 불러왔다. 이후 아라곤의 경제력과 군사력은 성장을 멈추고, 아라곤 왕국의 권력은 차츰 새로운 스페인 연합 왕국으로 이동했다. 아라곤은 1659년 루시용을 잃고, 1707년-1716년 미노르카 및 이탈리아 영토들을 잃었으며, 스페인 궁정의 정책으로 정부의 공용어 또한 카스티야어로 변경되었다.
스페인 왕위 계승 전쟁 직후인 1716년, 스페인의 펠리페 5세는 아라곤 연합 왕국과 그 통치기구들을 폐지하고 모든 영토를 카스티야 왕국에 흡수하여, 부르봉 왕가가 지배하는 단일한 전제주의 왕국으로서의 스페인 통합을 완료했다.

## 수도
알폰소 5세와 페르난도 2세가 나폴리에 수도를 정한 뒤, 15세기와 16세기에 걸쳐 아라곤 연합왕국의 실질적 수도는 나폴리였다. 특히 알폰소 5세는 "나폴리"를 수도로 삼기 위해 큰 돈을 들여 나폴리의 궁정을 아름답게 꾸몄다. 이후 펠리페 2세 시대까지 아라곤 궁정은 고정된 도시에 있지 않고 이동하였다. 아라곤 국왕들은 사라고사의 라 세오 대성당에서 대관식을 올렸으므로 사라고사를 상징적 수도로 볼 수는 있으나, 경제적 행정적 수도는 아니었다.

## 영토
- 안도라
- 코르시카
- 아테네 공국
- 네오파트리아 공국
- 아라곤 왕국
- 마요르카 왕국
- 나폴리 왕국
- 사르데냐 왕국
- 시칠리아 왕국
- 발렌시아 왕국
- 몰타
- 카탈루냐
- 루시용
- 프로방스
- 몽펠리에
- 제보당

## 같이 보기
- 아라곤 국왕
- 시칠리아의 군주 목록
- 카탈루냐인 용병대